# بيتانين
البيتانين، أو أحمر البنجر، هو ملون غذائي أو صبغة طعام جليكوزيدية تُستخرج من البنجر. يُستخرج الجزء اللاسكري، ويُدعى بيتانيدين، منه عن طريق هدرجة جزيئات الجلوكوز. وفي مجال المُضافات الغذائية، يكون رقم الإي الخاص بهذه الصبغة هو E162. يضعُف لون البيتانين عند تعرضه للضوء، والحرارة، والأكسجين؛ لذا يُستخدم في المنتجات المجمدة، أو المنتجات ذات فترة صلاحية قصيرة، أو المنتجات التي تُباع في حالة جافة. لا يتأثر لون البيتانين بالبسترة عندما يكون في منتجات ذات محتوى سكر عالي. يزيد تأثير الأكسجين للغاية على البيتانين عندما يُستخدم اللون في منتجات ذات محتوى ماء عالي و/أو منتجات تحتوي على كاتيونات معدنية (مثل الحديد والنحاس)، ولكن يُمكن لمضادات الأكسدة مثل حمض الأسكوربيك والمنحيات أن تُبطئ من هذا التفاعل ويساعدها في ذلك تغليف المنتج بشكل ملائم. لا يتأثر لون البيتانين بالأكسجين في الحالة الجافة.
يعتمد لون البيتانين على الأس الهيدروجيني؛ فعندما تكون قيمة الأس الهيدروجيني بين 4 و5 يُصبح لون البيتانين أحمر زاهيًا تشوبه الزرقة، وتزيد درجة الزرقة أو اللون الأرجواني كلما ارتفعت قيمة الأس الهيدروجيني. عندما يصل الأس الهيدروجيني للمستويات القلوية، يضعف لون البيتانين تحت تأثيرالتحلل المائي ليصبح لون أصفر مائل للبني.